# Бірендра

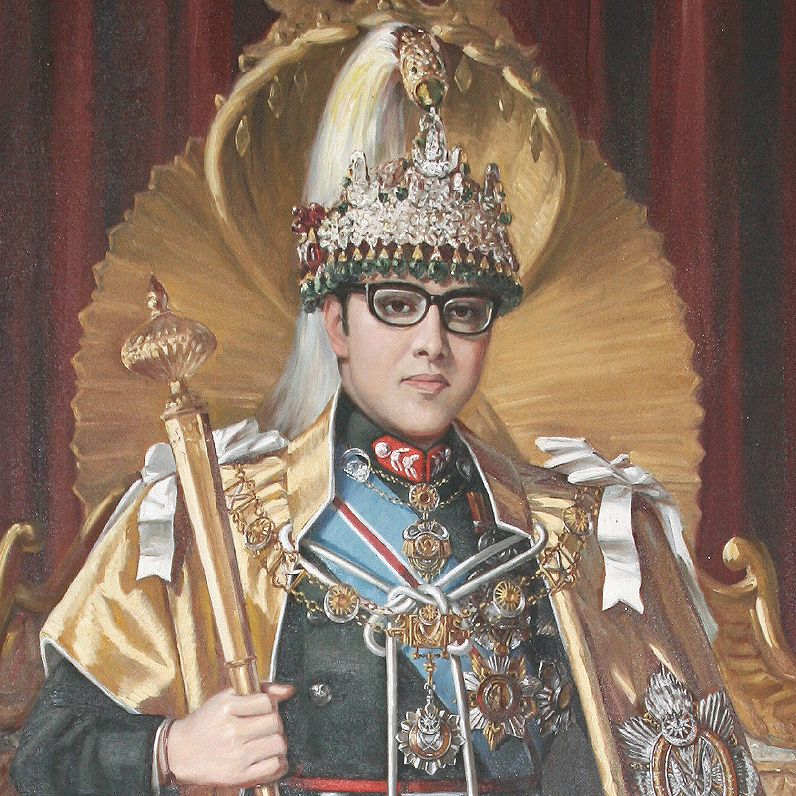
Коронація короля Бірендри (1972)

Бірендра Бір Бікрам Шах Дев (неп. विरेन्द्र किक्रम शाह देव; 28 грудня 1945, Катманду — 1 червня 2001). Після смерті його батька, короля Махендри, з 1972 року і до своєї смерті — король Непалу, коли головний спадкоємець відкрив вогонь по всій королівській сім'ї, убив серед них короля Бірендра, королеву Айшваря і двох її братів.
Бірендра народився в Королівському палаці Нараянхіті в Катманду, будучи старшим сином тодішнього принца Махендра і його першої дружини, кронпринцеси Індра Райя Лакшмі Деві.
У 1989 році, коли Народний рух я набрав обертів, як умова збереження системи Панчаят, Індія висунула деякі умови для короля Бірендра, спрямованого на контроль над національним суверенітетом. Якби король прийняв ці умови, система панчаят не закінчилася б. Але король сказав, що «краще здатися людям, а не здатися Індії».
1 червня 2001 року, коли коронний принц Діпендра отримав догану від батька, він пішов на годину пізніше, щоб повернути воєнний неоформлений[уточнити] і відкрив вогонь в Королівському палаці Нараяніті, резиденції Непальської монархії, де проводився королівський обід. Він розстріляв і поранив свого батька, короля Бірендру, а потім убив його, вбив сім інших членів королівської сім'ї і, нарешті, королеву Айшварія, перш ніж застрелитися в голову. Оскільки більшу частину лінії спадкоємства було знято, він увінчався королем, перебуваючи в комі, через рану голови.